# Rushan
Rushan is een stad in de provincie Shandong van China. Rushan heeft 550.000 inwoners. Rushan is ook een arrondissement. Rushan hoort bij de Prefectuur Weihai. De stad heeft een lange geschiedenis; De eerste nederzetting werd gesticht in 206 v.C. onder de naam "Yuli".

## Geboren
- Xiao Hongyan (26 januari 1965), atlete